# Pavol Jantausch
Pavol Jantausch (Vrbové, 27 giugno 1870 – Trnava, 29 giugno 1947) è stato un vescovo cattolico slovacco.

## Biografia
Studiò al ginnasio di Trnava, Presburgo (l'odierna Bratislava) ed Esztergom. Conseguì la maturità a Trnava il 15 giugno 1889. Studiò teologia al Pazmaneum di Vienna e terminò gli studi conseguendo il dottorato. Fu ordinato presbitero il 21 settembre 1893. Fu cappellano a Topoľčany, Smolenice, Bojná e nella parrocchia Blumentál di Presburgo. Il 15 febbraio 1899 fu nominato parroco a Dubová, vicino a Modra. Da lì fu trasferito il 15 marzo 1906 come parroco a Ludanice.
Nel 1922 partecipò al XXVI Congresso eucaristico internazionale, che si tenne a Roma. Il 29 maggio 1922 papa Pio XI lo nominò primo amministratore apostolico di Trnava, circoscrizione eretta nella parte del territorio dell'arcidiocesi di Esztergom, che dopo il 1918 si era venuto a trovare in Cecoslovacchia.
Fu nominato vescovo titolare di Priene il 30 marzo 1925. Ricevette la consacrazione episcopale a Trnava il 14 giugno 1925 dalle mani del vescovo di Nitra Karol Kmeťko. Nel 1936 inaugurò la Facoltà teologica cattolica romana dell'Università Comenio di Bratislava. Fu tra i fondatori della Società di Sant'Adalberto e dal 1922 al 1932 fu presidente della Società promotrice del Collegio di San Svorad. Nella sua città natale di Vrbové fece costruire un monastero premostratense nel 1930 e un altro monastero, sempre per sua iniziativa, fu stabilito a Dvorníky, vicino a Hlohovec. Nel 1938 ebbe parte nella fondazione del ginnasio vescovile di Trnava. Guidò l'amministrazione apostolica di Trnava fino alla sua morte, avvenuta il 29 giugno 1947. È sepolto nella sua città natale, Vrbové.

## Genealogia episcopale
La genealogia episcopale è:
- Cardinale Scipione Rebiba
- Cardinale Giulio Antonio Santori
- Cardinale Girolamo Bernerio, O.P.
- Arcivescovo Galeazzo Sanvitale
- Cardinale Ludovico Ludovisi
- Cardinale Luigi Caetani
- Cardinale Ulderico Carpegna
- Cardinale Paluzzo Paluzzi Altieri degli Albertoni
- Papa Benedetto XIII
- Papa Benedetto XIV
- Papa Clemente XIII
- Cardinale Marcantonio Colonna
- Cardinale Giacinto Sigismondo Gerdil, B.
- Cardinale Giulio Maria della Somaglia
- Cardinale Carlo Odescalchi, S.I.
- Vescovo Eugène de Mazenod, O.M.I.
- Cardinale Joseph Hippolyte Guibert, O.M.I.
- Cardinale François-Marie-Benjamin Richard
- Cardinale Pietro Gasparri
- Cardinale Clemente Micara
- Arcivescovo Karol Kmeťko
- Vescovo Pavol Jantausch